# Северци
Северци (болг. Северци) — село в Болгарии. Находится в Добричской области, входит в общину Крушари. Население составляет 205 человек.

## Политическая ситуация
В местном кметстве Северци, в состав которого входит Северци, должность кмета (старосты) исполняет Пенё Маринов Пенев (Движение за права и свободы (ДПС)) по результатам выборов правления кметства.
Кмет (мэр) общины Крушари — Добри Стоянов Стефанов (Движение за права и свободы (ДПС)) по результатам выборов 2007 года в правление общины.